# VTV Cup 2009
Giải bóng chuyền nữ quốc tế VTV Cup 2009 là giải đấu lần thứ 6 với sự phối hợp tổ chức của Liên đoàn bóng chuyền Việt Nam và Đài truyền hình Việt Nam. Giải đấu được tổ chức tại nhà thi đấu thể dục thể thao tỉnh Đắc Lắc. Giải đấu được sự tài trợ chính của Mobifone, nên còn có tên gọi là giải bóng chuyền nữ quốc tế VTV Mobifone Cup 2009.

## Các đội tham dự
- Việt Nam
- VTV Bình Điền Long An
- Úc
- Phuket
- Quảng Đông
- Technokom Ukraine

Các đội tuyển Indonesia, CHDCND Triều Tiên, Hàn Quốc, Nhật Bản, Kazakhstan và Đại Học ST.John's (Mỹ) lo ngại dịch cúm nên không tham gia.

## Giai đoạn vòng bảng

#### Bảng đấu
| Đội                   | St | T | B | Vt | Vb | Ts   | Dt  | Db  | Ts   | Điểm |
| --------------------- | -- | - | - | -- | -- | ---- | --- | --- | ---- | ---- |
| Việt Nam              | 5  | 5 | 0 | 15 | 0  | MAX  | 375 | 250 | 1,50 | 10   |
| Technokom Ukraine     | 5  | 3 | 2 | 11 | 6  | 1,83 | 385 | 366 | 1,05 | 8    |
| Quảng Đông            | 5  | 3 | 2 | 9  | 8  | 1,13 | 373 | 382 | 0,98 | 7    |
| Phuket                | 5  | 2 | 3 | 7  | 9  | 0,78 | 355 | 359 | 0,99 | 7    |
| VTV Bình Điền Long An | 5  | 2 | 3 | 6  | 13 | 0,46 | 353 | 379 | 0,93 | 7    |
| Úc                    | 5  | 0 | 5 | 0  | 15 | 0    | 269 | 376 | 0,72 | 5    |

#### Kết quả
| Ngày | Thời gian |                       | Điểm |                       | Set 1 | Set 2 | Set 3 | Set 4 | Set 5 | Tổng    | Nguồn |
| ---- | --------- | --------------------- | ---- | --------------------- | ----- | ----- | ----- | ----- | ----- | ------- | ----- |
| 15/8 | 14:00     | VTV Bình Điền Long An | 3–1  | Phuket                | 25–22 | 18–25 | 28–26 | 25–23 |       | 96–96   | Nguồn |
| 15/8 | 16:00     | Việt Nam              | 3–0  | Úc                    | 25–16 | 25–14 | 25–10 |       |       | 75–40   | Nguồn |
| 15/8 | 18:00     | Technokom Ukraine     | 2–3  | Quảng Đông            | 27–25 | 25–20 | 25–27 | 21–25 | 11–15 | 109–112 | Nguồn |
| 16/8 | 17:00     | VTV Bình Điền Long An | 3–0  | Úc                    | 25–20 | 25–19 | 25–16 |       |       | 75–55   | Nguồn |
| 16/8 | 19:00     | Phuket                | 3–0  | Quảng Đông            | 26–24 | 26–24 | 25–13 |       |       | 77–61   | Nguồn |
| 16/8 | 21:00     | Việt Nam              | 3–0  | Technokom Ukraine     | 25–15 | 25–16 | 25–19 |       |       | 75–50   | Nguồn |
| 17/8 | 16:00     | Phuket                | 3–0  | Úc                    | 25–9  | 25–22 | 25–21 |       |       | 75–52   | Nguồn |
| 17/8 | 18:00     | VTV Bình Điền Long An | 0–3  | Technokom Ukraine     | 24–26 | 20–25 | 22–25 |       |       | 66–75   | Nguồn |
| 17/8 | 20:00     | Việt Nam              | 3–0  | Quảng Đông            | 25–20 | 25–18 | 25–11 |       |       | 75–49   | Nguồn |
| 18/8 | 14:00     | Technokom Ukraine     | 3–0  | Phuket                | 25–14 | 25–23 | 25–18 |       |       | 75–55   | Nguồn |
| 18/8 | 16:00     | Việt Nam              | 3–0  | VTV Bình Điền Long An | 27–25 | 25–21 | 25–13 |       |       | 77–59   | Nguồn |
| 18/8 | 18:00     | Quảng Đông            | 3–0  | Úc                    | 25–23 | 25–20 | 25–21 |       |       | 75–64   | Nguồn |
| 19/8 | 14:00     | Technokom Ukraine     | 3–0  | Úc                    | 25–18 | 25–16 | 26–24 |       |       | 76–58   | Nguồn |
| 19/8 | 16:00     | Việt Nam              | 3–0  | Phuket                | 25–17 | 25–18 | 25–17 |       |       | 75–52   | Nguồn |
| 19/8 | 18:00     | Quảng Đông            | 3–0  | VTV Bình Điền Long An | 25–18 | 25–15 | 26–24 |       |       | 76–57   | Nguồn |

## Vòng tranh thứ hạng
|  | Bán kết                   | Bán kết           |                           |   | Chung kết | Chung kết |
|  |                           |                   |                           |   |           |           |
|  | 20-8-2009 – Buôn Ma Thuột |                   |                           |   |           |           |
|  |                           |                   |                           |   |           |           |
|  | Việt Nam                  | 3                 |                           |   |           |           |
|  | Việt Nam                  | 3                 | 22-8-2009 – Buôn Ma Thuột |   |           |           |
|  | Phuket                    | 0                 |                           |   |           |           |
|  | Phuket                    | 0                 | Việt Nam                  | 3 |           |           |
|  | 20-8-2009 – Buôn Ma Thuột |                   | Việt Nam                  | 3 |           |           |
|  |                           | Technokom Ukraine | 0                         |   |           |           |
|  | Technokom Ukraine         | Technokom Ukraine | 0                         | 3 |           |           |
|  | Technokom Ukraine         |                   |                           | 3 |           |           |
|  | Quảng Đông                | 0                 |                           |   |           |           |
|  | Quảng Đông                | 0                 | Tranh giải ba             |   |           |           |
|  |                           |                   |                           |   |           |           |
|  | 22-8-2009 – Buôn Ma Thuột |                   |                           |   |           |           |
|  |                           |                   |                           |   |           |           |
|  | Quảng Đông                | 3                 |                           |   |           |           |
|  | Quảng Đông                | 3                 |                           |   |           |           |
|  | Phuket                    | 1                 |                           |   |           |           |

### Bán kết
| Ngày | Thời gian |                   | Điểm |            | Set 1 | Set 2 | Set 3 | Set 4 | Set 5 | Tổng  | Nguồn |
| ---- | --------- | ----------------- | ---- | ---------- | ----- | ----- | ----- | ----- | ----- | ----- | ----- |
| 20/8 | 14:00     | Việt Nam          | 3–0  | Phuket     | 25–13 | 25–22 | 25–11 |       |       | 75–46 | Nguồn |
| 20/8 | 16:00     | Technokom Ukraine | 3–0  | Quảng Đông | 25–21 | 25–16 | 25–15 |       |       | 75–52 | Nguồn |

### Tranh hạng 3
| Ngày | Thời gian |            | Điểm |        | Set 1 | Set 2 | Set 3 | Set 4 | Set 5 | Tổng  | Nguồn |
| ---- | --------- | ---------- | ---- | ------ | ----- | ----- | ----- | ----- | ----- | ----- | ----- |
| 22/8 | 17:00     | Quảng Đông | 3–1  | Phuket | 25–19 | 25–22 | 14–25 | 25–22 |       | 89–88 | Nguồn |

### Chung kết
| Ngày | Thời gian |          | Điểm |                   | Set 1 | Set 2 | Set 3 | Set 4 | Set 5 | Tổng  | Nguồn |
| ---- | --------- | -------- | ---- | ----------------- | ----- | ----- | ----- | ----- | ----- | ----- | ----- |
| 22/8 | 20:00     | Việt Nam | 3–0  | Technokom Ukraine | 25–23 | 27–25 | 25–23 |       |       | 77–71 | Nguồn |

## Xếp hạng chung cuộc
| Xếp hạng | Đội bóng              |
| -------- | --------------------- |
|          | Việt Nam              |
|          | Technokom Ukraine     |
|          | Quảng Đông            |
| 4        | Phuket                |
| 5        | VTV Bình Điền Long An |
| 6        | Úc                    |

## Các giải thưởng cá nhân
- Vận động viên xuất sắc toàn diện:  Việt Nam: Nguyễn Thị Ngọc Hoa
- Vận động viên tấn công xuất sắc nhất:  Việt Nam: Nguyễn Thị Ngọc Hoa
- Vận động viên chắn bóng tốt nhất:  Việt Nam: Nguyễn Thị Ngọc Hoa
- Vận động viên chuyền hai tốt nhất:  Technokom Ukraine: Mandrazeva
- Vận động viên phát bóng tốt nhất:  Technokom Ukraine: Ianhina
- Vận động viên phòng thủ tốt nhất:  Việt Nam: Tạ Thị Diệu Linh
- Vận động viên bắt bước một tốt nhất:  Phuket: Prachoompuek Angkana
- Vận động viên Libero tốt nhất:  Việt Nam: Tạ Thị Diệu Linh
- Hoa khôi VTV Mobiphone Cup 2009:  Quảng Đông: Chen Jiao